# Gunners Football Club
O Gunners Football Club é um clube de futebol do Zimbabwe.Sua sede fica na cidade de Harare.

## Histórico
- ? : fundação do clube com o nome de Sporting Lions
- 2005 : Renomear do clube com o nome de Gunners Football Club

### Classificações
| Época | I  | II | III | IV | V | Pts    | J  | V  | E  | D  | GM  | GS | +/- | TZ         |
| 2010 | .  |    |     |    |   | .      | .  | .  | .  | .  | .   | .  | .   | .          |
| 2009 | 1  |    |     |    |   | 61 pts | 30 | 18 | 7  | 5  | 47  | 25 | +22 | -          |
| 2008 | 7  |    |     |    |   | 40 pts | 30 | 10 | 10 | 10 | 42  | 39 | +3  | 1/4 final  |
| 2007 |    | 1  |     |    |   | 87 pts | 34 | 27 | 6  | 1  | 81  | 24 | +57 | 1/16 final |
| 2006 |    | 2  |     |    |   | 78 pts | 36 | 23 | 9  | 4  | 84  | 27 | +57 | 1/16 final |
| 2005 |    | 3  |     |    |   | 80 pts | 38 | 24 | 8  | 6  | 101 | 33 | +68 |            |
| 2004 | 15 |    |     |    |   | 19 pts | 30 | 5  | 4  | 21 | 26  | 56 | -30 | 1/8 final  |
| 2003 | 7  |    |     |    |   | 37 pts | 26 | 10 | 7  | 9  | 32  | 33 | -1  | 1/8 final  |
| 2002 | 11 |    |     |    |   | 38 pts | 30 | 10 | 8  | 12 | 38  | 49 | -11 | 1/8 final  |
| 2001 |    | 1  |     |    |   |        |    |    |    |    |     |    |     |            |
| 2000 |    | 2  |     |    |   | 70 pts | 38 | 21 | 7  | 10 | 66  | 42 | +24 |            |
| 1997 |    | 20 |     |    |   | 33 pts | 36 | 8  | 9  | 19 | 55  | 70 | -15 |            |
| I - 1.ª Divisão; II - 2.ª Divisão; III - 3.ª Divisão; IV - 4.ª Divisão; V - 5.ª Divisão; Pts - Pontos; J - Jogos; V - Vitórias; E - Empates; D - Derrotas; GM - Golos Marcados; GS - Golos Sofridos; +/- - Diferença de Golos; TR - Taça do Zimbabué |    |    |     |    |   |        |    |    |    |    |     |    |     |            |

|  |                                    |
|  | Qualificação à divisão superior    |
|  | Desqualificação à divisão inferior |

## Copa da África
| Data | Ronda           | Adversário | Resultado     | Competição                          |
| 2010 | Primeira fase   | Al-Ahly    | 1 – 0 / 0 – 2 | Liga dos Campeões da África de 2010 |
|      | Fase preliminar | Mafunzo FC | 2 – 1 / 4 – 0 |                                     |

## Elenco atual
Até o 2 de junho de 2010
Nota: Bandeiras indicam equipe nacional, conforme definido pelas regras de elegibilidade da FIFA. Os jogadores podem ter mais de uma nacionalidade não-FIFA.
| N.º |          | Posição | Jogador          |
| --- | -------- | ------- | ---------------- |
|     | Zimbabwe | G       | Tafadzwa Dube    |
|     | Zimbabwe | M       | Willard Katsande |
|     | Zimbabwe | M       | Rowan Nenzou     |
|     | Zimbabwe | M       | Ramson Zhuwawo   |
|     | Zimbabwe | A       | Norman Maroto    |

## Títulos
- Campeonato Zimbabuense da Futebol de segunda divisão : 2 vezes — 2001, 2007
- Campeonato do Zimbabwe : 1 vez — 2009

## Aparições
- Copa: uma aparência

```
       2003 - Quartas-de-finais
```